# ラポラーノ・テルメ
ラポラーノ・テルメ (伊: Rapolano Terme) は、イタリア共和国トスカーナ州シエーナ県にある、人口約5,100人の基礎自治体（コムーネ）。

## 地理

### 位置・広がり

#### 隣接コムーネ
隣接するコムーネは以下の通り。括弧内のARはアレッツォ県所属を示す。
- アシャーノ
- ブーチネ (AR)
- カステルヌオーヴォ・ベラルデンガ
- ルチニャーノ (AR)
- モンテ・サン・サヴィーノ (AR)
- シナルンガ
- トレクアンダ

### 気候分類・地震分類
ラポラーノ・テルメにおけるイタリアの気候分類 (it) および度日は、zona D, 1914 GGである。
また、イタリアの地震リスク階級 (it) では、zona 3 (sismicità bassa) に分類される。

## 行政

### 分離集落
ラポラーノ・テルメには、以下の分離集落（フラツィオーネ）がある。
- Armaiolo, Modanella, Poggio Santa Cecilia, San Gimignanello, Serre di Rapolano